# Геній місця

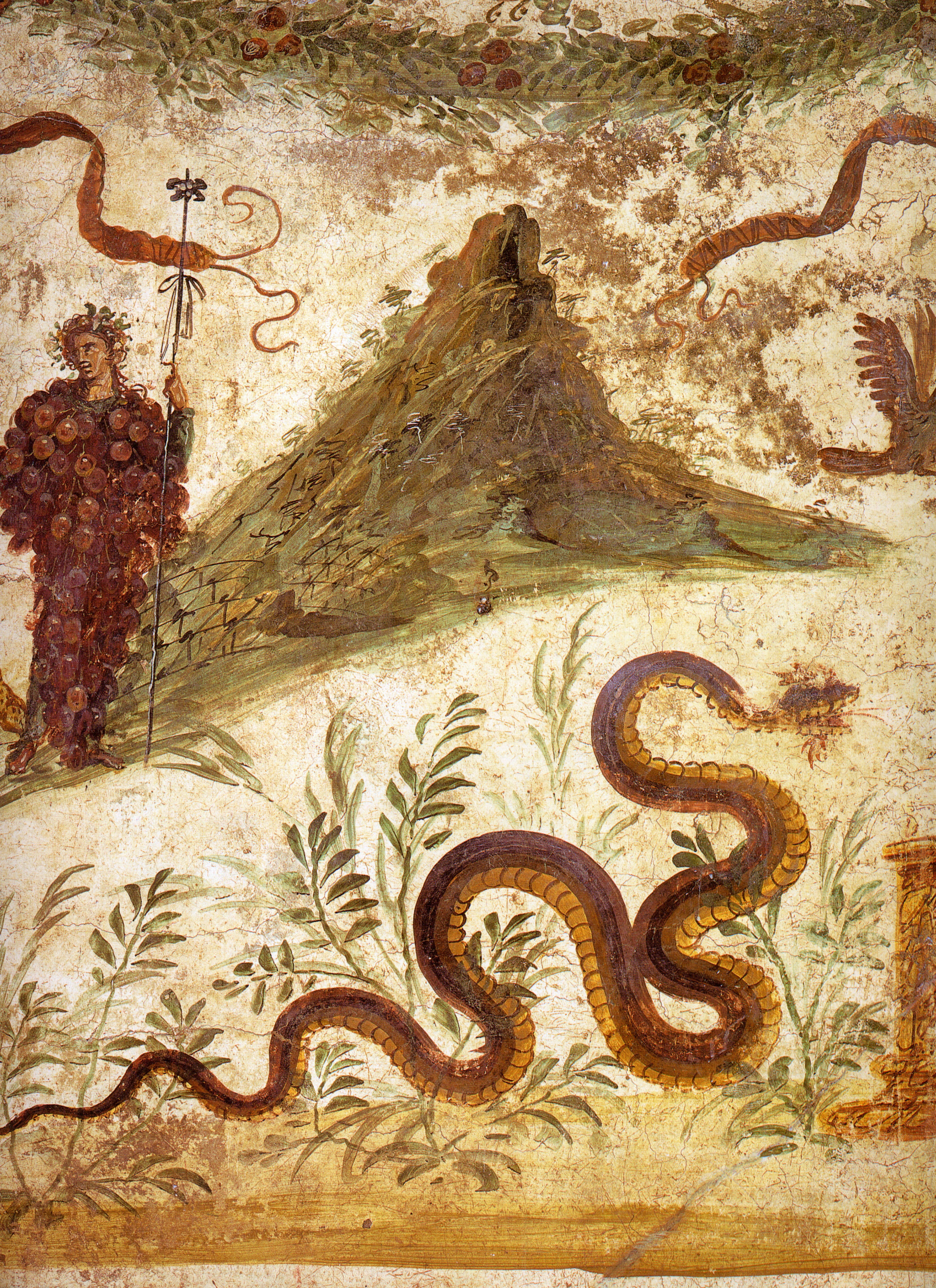
Агатодемон — божество полів і виноградників і дух Везувію у вигляді змії.

Геній місця, дух місця, геній локуса (калька лат. genius loci) — в римській релігії дух-покровитель того чи іншого конкретного місця (села, гори, окремого дерева). Латинський вираз «genius loci» став популярним у письменників XVIII століття і помітно вплинув на літературні та архітектурні смаки в Британії (англ. spirit of place) і за її межами.
Вираз genius loci найчастіше застосовувався до пейзажу. На фресках домашніх святилищ зображувалися дві іпостасі цього духу: людська фігура, яка здійснює обряди, або божество, і змія, що повзе до вівтаря.
Вираз може бути застосовано до людини, яка ревно оберігає неповторну атмосферу місця.
Відповідно до римської міфології у кожного чоловіка існував свій геній, або дух-хранитель (у жінок ці духи називалися Юнонами). У кожного куточка землі, будівлі та закладу також існував свій добрий дух або геній. Однак на відміну від людського його представляли у вигляді змії і називали генієм місця (лат. genius loci).

## Приклади використання та цитування
Термін зустрічається у Вергілія в Енеїді:
  ...Еней остовпів з того дива.

Той же, у довгому звої, повзе поміж чаші і легкі

Келихи, й жертви поївши, без перешкод у могилу

Глибоко лізе і залишки жертви на ній покидає.

Цим заохочений, жертву він батькові далі приносить,—

Хто це, не знає, чи дух цього місця, чи батьків слуга був 
Коментуючи ці рядки Вергілія, граматик IV ст. н. е. Сервий пише: «Бо немає місця без духу» (лат. Nullus enim locus sine genio est). Цю фразу використав Едгар По як епіграф до оповідання «Острів феї».
У 1817 році 5 товаришів по ліцею Пушкіна звели в парку Царськосельського ліцею камінь, на якому залишили напис « G.L.» — «генію місця».
Він насолоджувався відпусткою, [...] зустрічами з друзями, вальдцельським genia loci .
У всіх філософів були свої домашні тварини. Ви пам'ятаєте, що говорив Сервіус: "Nullus enim locus sine genio est".
Петро Вайль назвав «Genius loci» цикл своїх ТВ-передач, в якому розповідав про чудесні місцях у світі.

### Ресурси Інтернету
- Понятійний статус концепту «Genius loci» і його функції в тексті культури міста Мюнхен [Архівовано 21 лютого 2018 у Wayback Machine.]
- Essay on the Genius loci in landscape and garden design
- St. Giles, Tockenham, Wiltshire [Архівовано 3 березня 2016 у Wayback Machine.]
- Relief in the wall